# フィオナ・メイ
フィオナ・メイ（Fiona May、1969年12月12日 - ）は、イギリスのスラウ出身で、後にイタリア国籍となった女子陸上競技選手である。走幅跳の選手として世界陸上選手権で2回の優勝と、オリンピックで2回銀メダルを獲得した選手である。

## 経歴
メイは元々イギリスの選手であった。1988年ソウルオリンピックにもイギリス代表として出場している。メイはその後、彼女のコーチであったイタリア人と結婚し、1994年にはイタリア国籍を取得する。これ以降、イタリアの代表選手として各種大会に出場することとなる。
1995年には世界選手権で優勝、大きな国際大会で初の優勝を果たす。翌年の1996年アトランタオリンピックではナイジェリアのチオマ・アジュンワに敗れたものの銀メダルを獲得する。その後も国際大会では好成績を残し続け、2000年シドニーオリンピックでは2大会連続となる銀メダルを獲得する。翌年の世界選手権でも6年ぶり2回目となる優勝を果たした。
2002年に出産のため競技から離れるが、2003年の世界選手権に復帰を果たすも9位と惨敗する。翌年のアテネオリンピックも予選で敗退と、かつての力を発揮することができなくなり、2006年に現役を引退した。

## 自己ベスト
- 走幅跳　7m11　(1998年)
- 三段跳　14m65　(1998年)

## 主な実績
| 年   | 大会                     | 場所                           | 種目   | 結果 | 記録 |
| ---- | ------------------------ | ------------------------------ | ------ | ---- | ---- |
| 1988 | オリンピック             | ソウル(韓国)                   | 走幅跳 | 6位  | 6m62 |
| 1990 | コモンウェルスゲームズ   | オークランド(ニュージーランド) | 走幅跳 | 3位  | 6m55 |
| 1991 | ユニバーシアード         | シェフィールド(イギリス)       | 走幅跳 | 2位  | 6m67 |
| 1994 | ヨーロッパ陸上選手権     | ヘルシンキ(フィンランド)       | 走幅跳 | 3位  | 6m90 |
| 1995 | 世界陸上選手権           | イェーテボリ(スウェーデン)     | 走幅跳 | 1位  | 6m98 |
| 1996 | オリンピック             | アトランタ(アメリカ合衆国)     | 走幅跳 | 2位  | 7m02 |
| 1996 | IAAFグランプリファイナル | ミラノ(イタリア)               | 走幅跳 | 3位  | 6m86 |
| 1997 | 世界室内陸上選手権       | パリ(フランス)                 | 走幅跳 | 1位  | 6m86 |
| 1997 | 世界陸上選手権           | アテネ(ギリシャ)               | 走幅跳 | 3位  | 6m91 |
| 1998 | ヨーロッパ室内陸上選手権 | バレンシア(スペイン)           | 走幅跳 | 1位  | 6m91 |
| 1998 | ヨーロッパ陸上選手権     | ブダペスト(ハンガリー)         | 走幅跳 | 2位  | 7m11 |
| 1998 | IAAFグランプリファイナル | モスクワ(ロシア)               | 走幅跳 | 3位  | 6m89 |
| 1999 | 世界陸上選手権           | セビリヤ(スペイン)             | 走幅跳 | 2位  | 6m94 |
| 2000 | オリンピック             | シドニー(オーストラリア)       | 走幅跳 | 2位  | 6m92 |
| 2001 | 世界陸上選手権           | エドモントン(カナダ)           | 走幅跳 | 1位  | 7m02 |